# Joel Queirós
Joel Ricardo Ribeiro Queirós, (Porto, 21 de Maio de 1982), mais conhecido como Joel Queirós, é um jogador português de futsal. Atualmente, joga pela equipa do Novaya Generatsiya.

## Títulos e Honrarias

### Clubes

#### Freixieiro
- Liga Portuguesa de Futsal (1): 2001-02
- Supertaça de Futsal (1): 2002

#### ElPozo Murcia FS
- Liga Nacional de Fútbol Sala (2): 2005-06, 2006-07
- Supercopa de España de Futsal (1): 2006

#### Benfica
- UEFA Futsal Cup (1): 2009-10
- Liga Portuguesa de Futsal (1): 2011-12
- Taça de Portugal de Futsal (1): 2011-12
- Supertaça de Futsal (3): 2009, 2011, 2012

### Individual
- Melhor marcador do Campeonato Europeu de Futsal: 2010
- Melhor marcador da UEFA Futsal Cup: 2009-10